# کاروانسرای چینی چیان
کاروانسرای چینی چیان مربوط به دوره پهلوی است و در رشت، شمال غرب بازار، نزدیک چهارسوق (بازار رشت) واقع شده و این اثر در تاریخ ۲۵ اسفند ۱۳۷۹ با شمارهٔ ثبت ۳۳۶۸ به‌عنوان یکی از آثار ملی ایران به ثبت رسیده‌است.
این کاروانسرا، مستطیل شکل و در ارتفاع ۸ متر در یک طبقه کاملا متقارن با دو در شرق و غرب ساخته شده است. برای جلوگیری از آتش‌سوزی سقف رو طاق ضربی بوده و برای این که باران و برف به کاروانسرا آسیب نرساند، از شیروانی و حلب به صورت دو پشته استفاده شده است. مصالح بنا آجر قرمز با ملات ماسه و آهک می‌باشد. مهم ترین تزیین این بنا، گره چینی سقف دالان‌های شرقی و غربی و قندیل‌های آن است 
دودمان چینی چیان از تقریبا دو قرن گذشته (۱۲۴۰ هجری شمسی تا کنون) به تجارت داخلی و پس از جنگ جهانی اول باگسترش فعالیت‌ها توسط حاج محمد جعفر چینی چیان معروف به (قلی اُف) به تولید، کارآفرینی و تجارت خارجی با شوروی، اروپا و کشور های همسایه ی ایران در آسیای میانه مشغول شدند. به روایتی از ایرانیان ساکن جمهوری آذربایجان بودند که به دلایل شرایط نامساعد تاریخی در باکو، ابتدا به انزلی و سپس به رشت مهاجرت کردند، در گیلان کارخانه‌ای تاسیس کردند که محصولاتش (بلورجات)، در این کاروانسرا به فروش می‌رسید و محل بارگیری کاروان های تجاری بود.
«چهار راه میکائیل» در رشت هم بنام یکی از برادران موسس کارخانه: «حاج میکائیل چینی چیان»، «میکائیل» نامیده شد و همین نام نیز تا به امروز بر آنجا ماند البته تفاوت نظر‌هایی در خصوص علت این نامگذاری وجود دارد.